# Edvard Beaufort
Edvard Beaufort (1. června 1860 Lobeč u Kralup nad Vltavou – 14. června 1941 Praha) byl český nakladatel, redaktor, majitel knihtiskárny, grafického závodu, galerie, knihkupectví a antikvariátu.

## Život
Narodil se v obci Lobeč v rodině vysloužilého vojáka a majitele uhelny Eduarda Beauforta a jeho manželky Františky jako jejich provorozený syn. Rodina žila převážně v Praze. 
Vyučil se sazečem. Na praxi pracoval v Sarajevu, v Českých Budějovicích a v Písku. Své podniky založil v Praze. 
Roku 1886 se oženil se s Louisou Štastnou, jejich synové Eduard ml. (* 1891) a Jiří (* 1894) se stali spolumajiteli otcových podniků až do znárodnění v letech 1948-1949.

## Nakladatelství
Roku 1907 si na Novém Městě dal podle plánů architekta Osvalda Polívky postavit dvoutraktový obytný dům v Jungmannově ulici 15 s provozem v přízemí a prvním patře a s tiskárnou ve dvorním křídle do Vladislavovy a Purkyňovy ulice (čp. 26/II a čp.27/II).
Nakladatelství Edvard Beaufort po znárodnění i s provozem v budově v Jungmannově ulici převzalo státní nakladatelství Naše Vojsko, které tam sídlilo do 90. let 20. století; tiskárna a 
sklady po zrušení sloužily národnímu podniku Knižní velkoobchod, pak objekt v privatizaci zakoupil jeden z polistopadových politiků. Až do nedávné přestavby na garáže pro hotel Michelangelo v něm byl přístupný hydraulický nákladní výtah a další technické památky.